# Strnad rákosní
Strnad rákosní (Emberiza schoeniclus) je středně velký druh pěvce z čeledi strnadovitých (Emberizidae).

## Popis
Dorůstá 15–16 cm, v rozpětí křídel měří 21–28 cm a váží 17–20 g. Samci ve svatebním šatě mají černou hlavu a hrdlo s bílým vousem a pruhem na šíji, v prostém šatě je hlava i hrdlo světlejší. Hřbet a křídla mají hnědá, černě pruhovaná, spodinu a boky světlé, hnědě pruhované a kostřec a ocas šedý se světlými pruhy po stranách. Samice mají béžový střed hrdla a nadoční proužek. Mladí ptáci se podobají samicím, jsou však žlutější a mají i výraznější tmavé pruhování.

## Hlas
Vábí klesavým „cíí“; zpěv je dlouhý, složený z krátkého, několikrát za sebou opakovaného „cja-tyt-taj-cizis“.

## Rozšíření
Hnízdí na rozsáhlém území Evropy (kde po celý rok zcela chybí pouze na Islandu) a Asie; východně zasahuje až po Kamčatku. Je částečně tažný, evropští ptáci zimují převážně na jihu kontinentu.

## Biotop
Typický mokřadní pták hnízdící zejména ve středně velkých až velkých rákosových porostech, křovinách a vrbových houštinách na podmáčených loukách. Na podzim se za potravou občas stahuje také na obilná pole.

## Výskyt v Česku
V České republice hnízdí strnad rákosní téměř všude, především v nižších polohách; chybí v nejvyšších horských celcích. Nejtypičtějším biotopem jsou okraje rybníků. Celková početnost byla v letech 2001–2003 odhadována na 40–80 tisíc párů. Jeho populační trend je stabilní.

## Chování
Mimo hnízdní období se často vyskytuje v hejnech. Létá trhavě, ve vlnovkách, samci zpívají na vrcholech keřů nebo rákosů.

## Potrava

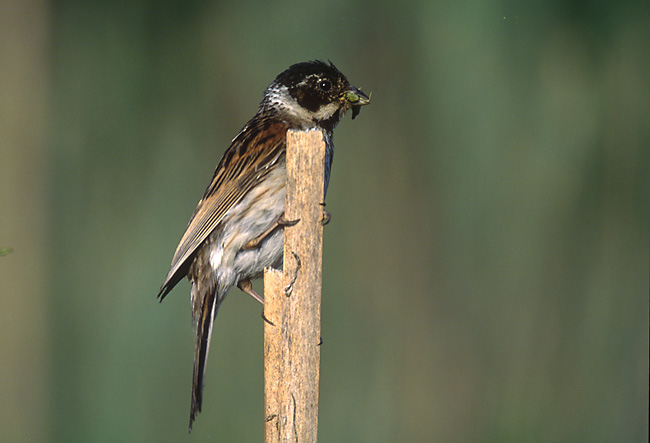
Samec s kořistí

Živí se semeny, hmyzem, červy a malými plži. Potravu sbírá na zemi, v rákosí a hmyz umí chytat i v letu.[zdroj⁠?!]

## Hnízdění

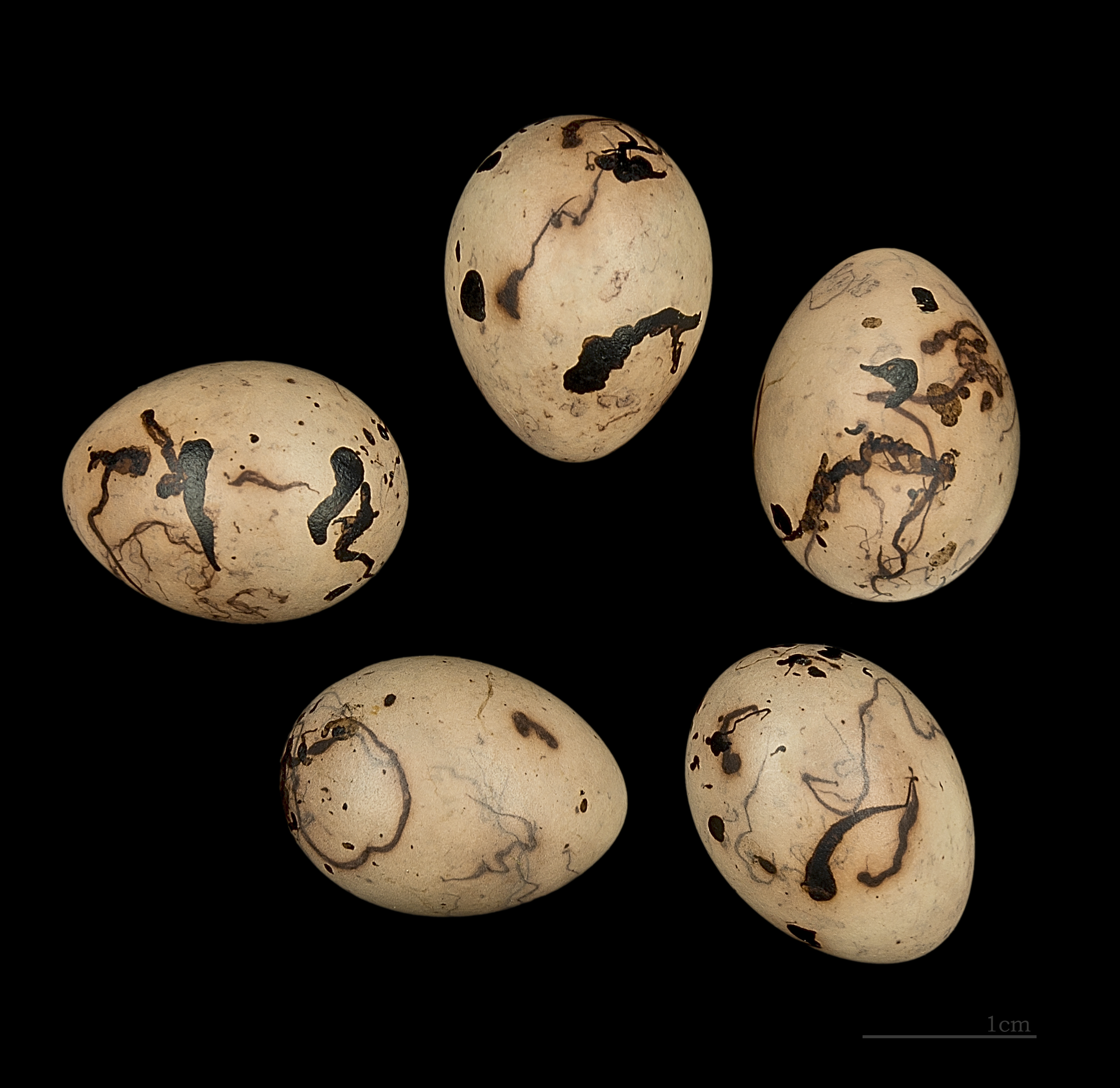
Vejce strnada rákosního

Ve střední Evropě hnízdí 2× ročně od dubna do srpna. Samci jsou polygamní. Hnízdo staví samotná samice dobře ukryté nízko v husté trávě nebo starých rákosech. V jedné snůšce je 4–5 hnědých, tmavě skvrnitých a pruhovaných, 19,6 × 14,8 mm velkých vajec, na kterých sedí 12–14 dnů. V případě, že je snůška nebo mláďata ohrožována, jeden z rodičů může předstírat zranění křídla a snažit se tak odlákat predátora do dostatečné vzdálenosti od hnízda.